# Шоумен
Шоумен може да има различни значения, обикновено според контекста и в зависимост от страната. Думата се превежда като някой, който прави шоу (на англ.: show – „шоу“, „показвам“; man – „човек“).

## България
В България под „шоумен“ се разбира лице, занимаващо се с развлекателната индустрия. Това може да включва както ролята на конферансие на циркови програми, играещ клоунада в спектакли, така и водещ на тв шоута и др.
Известни шоумени в България са Димитър Туджаров – Шкумбата, Слави Трифонов, Николай Априлов, Влади Въргала, Камен Воденичаров, Митьо Пищова и др.

## Австралия
Пътуващите шоумени са хора, които управляват оборудване за забавления и странични шоута на регионални шоута, шоута в столицата на щата, събития и фестивали в цяла Австралия. В миналото, терминът е бил използван и за хората, които са организирали фрийк шоута, карнавали, циркове, пътуващи театрални трупи и боксови палатки.
В Австралия има около 500 пътуващи шоу семейства. Австралийските пътуващи шоу семейства в източните щати имат пътуващо училище, което има приблизително 90 деца.

## Ирландия
Фамилиите, свързани с панаирите в Ирландия, включват Fox-McFadden, Cassells, Cullen, McFadden, Murray, Bird, Perks и Bell. Turbetts, Hudsons, McCormacks, McGurk, Wilmots и Grahams са свързани с крайбрежните забавления, особено в западната част на страната.

## Турция
„Шоумен“ (на турски: şovmen) се отнася за водещ на токшоу в Турция.

## Великобритания
В Обединеното кралство шоумените са общност, неразривно свързана с бизнеса, който управляват, като панаири и циркове. Гилдията на шоумените на Великобритания е най-доминиращата търговска асоциация, с членство от около 4700 и общ колектив от 25 000 шоумени и жени в индустрията. Главата на семейството е Президентът. Например Гилдията организира съвместно панаира на Сейнт Джайлс в Оксфорд с Градския съвет на Оксфорд всеки септември, заедно с редица други панаири и събития в Обединеното кралство. Голям брой големи събития в Обединеното кралство имат включен елемент на панаир, като например Winter Wonderland в Хайд Парк, фестивалът в Лийдс и празничното предложение в Единбург.
Въпреки че Гилдията на шоумените на Великобритания (SGGB) е най-голямата търговска асоциация, има и други, по-малки индустриални органи като Асоциацията на независимите шоумени (AIS) и Обществото на независимите собственици на въртележки (SIRPS).

## САЩ
Шоумените в САЩ са сравними с актьорите от пътуващите циркове (пътуващи карнавали), но терминът „шоумен“ се отнася предимно за мъже танцьори (шоугърлите са еквивалентът на жените); пример е Джийн Кели във филма „Аз пея под дъжда“.
Терминът „шоумен“ може също да се ползва понякога като признание или квазизаглавие, като например в името на документалния филм „Хари Залцман: Шоумен“.